# Lee So-yeon
Lee So-yeon (16 de abril de 1982) es una actriz surcoreana, conocida por sus papeles en las películas Untold Scandal (2003) y Feathers in the Wind (2004), y su participación en las series El vals de primavera (2006), Temptation of an Angel (2009) y Dong Yi (2010).

## Vida personal
Se casó con un empresario de tecnología de información el 12 de septiembre de 2015, sin embargo en mayo del 2018, se anunció que la pareja se estaba divorciando.

## Carrera
Llamó inicialmente la atención por su interpretación en la película histórica Untold Scandal, con el personaje Cécile en la adaptación coreana de Las amistades peligrosas (2003). 
Ha personificado desde entonces a villanas en varios dramas de televisión, como Super Rookie, Vals de primavera, La Tentación de un Ángel, y la historia  de mayor perfil de la famosa femme fatale de Corea Jang Hui-bin en Dong Yi.
Aparentemente víctima del encasillamiento en la televisión, finalmente obtuvo su primer papel en la comedia romántica ¿Why Did You Come to Our House?  (también conocida como Wanted: Son-in-Law). Más tarde seguidas por My Life's Golden Age, y My Love By My Side en la que interpretaba a una alegre madre soltera. En 2012 regresó a los dramas históricos como una gisaeng en Dr. Jin, seguido por los dramas contemporáneos The Birth of a Family y Ruby Ring
A diferencia de su participación en series, sus películas son una diversa mezcla de cine indie y comercial. Feathers in the Wind , en particular, le valió críticas favorables, con Darcy Paquet de Koreanfilm.org acreditándole como una "considerable presencia en la pantalla" que hacia de su personaje uno "memorable".
Cuenta entre sus aficiones el pansori y el baile de jazz. En 2007, fue elegida para ser la embajadora del Festival de Cine y Música Internacional de Jecheon .
A partir de septiembre del 2013 hasta marzo de 2014, participó en la cuarta temporada del show We Got Married, en el que las celebridades son emparejadas como falsos esposos; su pareja fue el pianista Yoon Han.
Volvió a actuar en el drama de cable 12 Years Promise en el 2014.
El 15 de febrero de 2021 se unió al elenco principal de la serie Miss Monte-Cristo donde interpreta a Gong Eun-jo, una diseñadora de moda prometedora que aspira a hacer ropa "alegre" como su difunto padre y que en un abrir y cerrar de ojos pierde todo cuando sus amigos la traicionan, hasta ahora.

## Filmografía

### Series de televisión
| Año  | Título                         | Papel                  | Red  | Ref.   |
| ---- | ------------------------------ | ---------------------- | ---- | ------ |
| 2005 | Spring Day                     | Kim Kyung-ah           | SBS  |        |
| 2005 | Super Rookie                   | Seo Hyun-ah            | MBC  |        |
| 2005 | Let's Get Married              | Kwon Eun-sun           | MBC  | [ 15 ] |
| 2006 | Spring Waltz                   | Song Yi-na             | KBS2 |        |
| 2008 | Why Did You Come to Our House? | Han Mi-soo             | SBS  |        |
| 2008 | My Life's Golden Age           | Lee Geum               | MBC  | [ 16 ] |
| 2009 | Temptation of an Angel         | Joo Ah-ran             | SBS  |        |
| 2010 | Dong Yi                        | Jang Hui-bin           | MBC  |        |
| 2011 | My Love By My Side             | Do Mi-sol              | SBS  |        |
| 2012 | Dr. Jin                        | Choon-hong             | MBC  |        |
| 2012 | The Birth of a Family          | Lee Soo-jung           | SBS  |        |
| 2013 | Ruby Ring                      | Jung Ruby/Jung Runa    | KBS2 |        |
| 2014 | 12 Years Promise               | Jang Gook/Jang Dal-rae | jTBC |        |
| 2017 | Man Who Dies to Live           | Lee Ji-young "B"       | MBC  |        |
| 2021 | Miss Monte-Cristo              | Gong Eun-jo            | KBS  | [ 17 ] |
| 2023 | Twinkling Watermelon           | Choi Se-kyung (adulta) | tvN  | [ 18 ] |
| 2024 | The Two Sisters                | Lee Hye-won            | KBS2 | [ 19 ] |

### Cine
| Año  | Título               | Papel        | Notas                              | Ref.   |
| ---- | -------------------- | ------------ | ---------------------------------- | ------ |
| 2002 | Unborn But Forgotten |              |                                    |        |
| 2003 | Summer Story         |              |                                    | [ 20 ] |
| 2003 | Untold Scandal       | Lee So-ok    |                                    |        |
| 2004 | Joy of Love          |              | Cortometraje                       | [ 21 ] |
| 2004 | Feathers in the Wind | So-yeon      |                                    |        |
| 2006 | One Shining Day      | Go-ny        | Segmento "The Beautiful Strangers" | [ 22 ] |
| 2007 | Highway Star         | Cha Seo-yeon |                                    |        |
| 2007 | Bravo My Life        | Kim Yoo-ri   |                                    |        |
| 2011 | The Dog and Key      | {{}} corto   | {{}} corto                         |        |

### Espectáculos de variedades
| Año       | Título                                            | Red       | Notas        |
| --------- | ------------------------------------------------- | --------- | ------------ |
| 2006      | Happy Sunday - Heroine 6                          | KBS2      |              |
| 2006-2007 | Music Bank                                        | KBS2      | presentadora |
| 2009      | Living Beauty: Paris Hair Sketch with Lee So-yeon | Olive TV  |              |
| 2011      | Dugeun Dugeun Studio of Love                      | MBC       |              |
| 2012-2013 | The Track                                         | MBC Music |              |
| 2013-2014 | We Got Married - Season 4                         | MBC       | elenco       |

## Premios y nominaciones
| Año  | Premio                       | Categoría                                                      | Nominación                   | Resultado |
| ---- | ---------------------------- | -------------------------------------------------------------- | ---------------------------- | --------- |
| 2007 | Premios Golden Rooster China | Mejor Actriz en una Película Extranjera                        | Bravo Mi Vida                | Ganadora  |
| 2008 | MBC Drama Awards             | Mejor Actriz Revelación                                        | Mi Vida la Edad de Oro       | Ganadora  |
| 2009 | SBS Drama Awards             | Premio Nueva Estrella                                          | La tentación de un Ángel     | Ganadora  |
| 2010 | MBC Drama Awards             | Premio a la Excelencia, Actriz                                 | Dong Yi                      | Ganadora  |
| 2011 | SBS Drama Awards             | Premio a la excelencia, Actriz de Drama Diario o fin de Semana | Mi Amor Por Mi Lado          | Ganadora  |
| 2012 | MBC Drama Awards             | Premio a la excelencia, Actriz en una Miniserie                | El Dr. Jin                   | Nominada  |
| 2013 | MBC Entertainment Awards     | Premio a la excelencia, Actriz en un programa de variedades    | Nos Casamos                  | Ganadora  |
| 2013 | SBS Drama Awards             | Premio a la excelencia, Actriz de Drama Diario o fin de Semana | El Nacimiento de una Familia | Nominada  |
| 2013 | KBS Drama Awards             | Premio a la excelencia, Actriz en un Drama Diario              | Ruby Ring                    | Ganadora  |
| 2021 | KBS Drama Award              | Excellence Award, Actress in a Daily Drama                     | Miss Monte-Cristo            | Nominada  |